# Обернценн
Обернценн (нім. Obernzenn) — громада в Німеччині, розташована в землі Баварія. Підпорядковується адміністративному округу Середня Франконія. Входить до складу району Нойштадт-на-Айші–Бад-Віндсгайм.
Площа — 39,67 км2. Населення становить 2653 ос. (станом на 31 грудня 2020).